# Sphoeroides annulatus
Sphoeroides annulatus es una especie de peces de la familia Tetraodontidae en el orden de los Tetraodontiformes.

## Morfología
Los machos pueden llegar alcanzar los 44 cm de longitud total.

## Hábitat
Es un pez de mar de clima tropical y asociado a los  arrecifes de coral que vive entre 0-11 m de profundidad.

## Distribución geográfica
Se encuentra en el Pacífico oriental: desde California (Estados Unidos) hasta Chile e islas Galápagos.

## Observaciones
Es comestible, pero hay que evitar su hígado debido a que este órgano contiene tetraodontoxina.